# بالاتون‌برنی
بالاتون‌برنی (به مجاری: Balatonberény) روستایی در شومودی، مجارستان است.